# Pyrola coreana
Pyrola coreana är en ljungväxtart som beskrevs av H. Andres. Pyrola coreana ingår i släktet pyrolor, och familjen ljungväxter. Inga underarter finns listade i Catalogue of Life.